# Jeanne Collier
Jeanne Collier (Indianapolis, 15 maggio 1946) è un'ex tuffatrice statunitense.

## Carriera
Ha rappresentato gli Stati Uniti d'America ai Giochi olimpici di Tokyo 1964, vincendo una medaglia d'argento.

## Palmarès
- Giochi olimpici

Tokyo 1964: argento nel trampolino 3 m.